# Kasárna Josefská

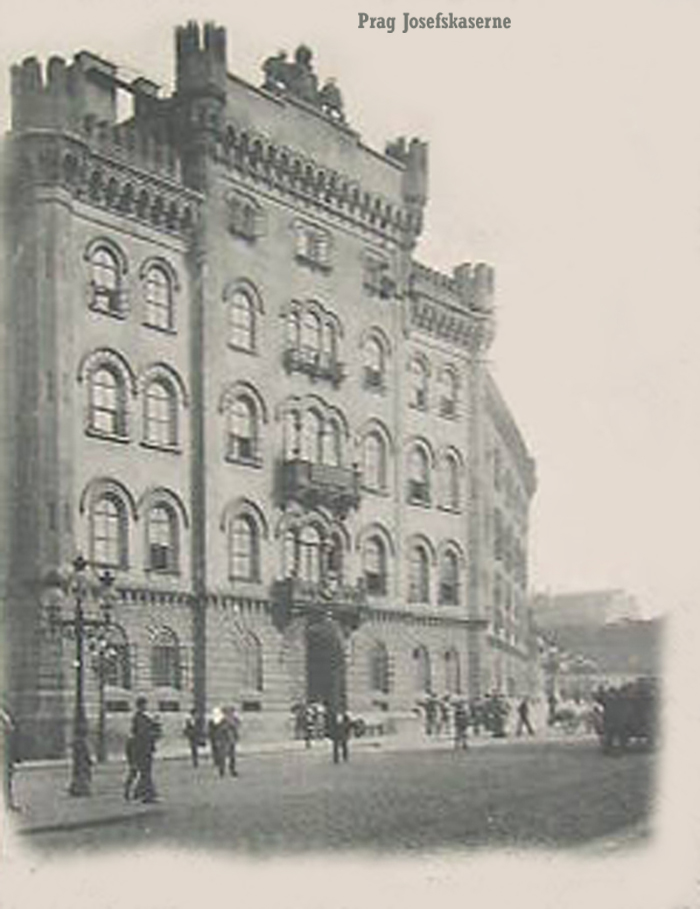
Kasárna Josefská na pohlednici z počátku 20. století

Kasárna Josefská (také Josefská kasárna) byl kasárenský objekt v Praze v městské části Nové Město v letech 1799–1918. V roce 1919 byla přejmenována na Kasárna Jiřího z Poděbrad. V roce 1993 došlo k jejich zrušení a na jejich místě byl postaven multifunkční komplex Palladium.
Kasárna vznikla v letech 1799 z bývalého Kapucínského kláštera u kostela svatého Josefa, kdy objekt zakoupil stavovský vojenský ubytovací úřad. Rozhodující etapou přestavby na kasárna byla léta 1857 až 1861.
Rozsáhlý objekt kasáren se nacházel v čele domovního bloku mezi ulicemi Na Poříčí, Truhlářskou a náměstím Republiky, do kterého byl konvexně vyklenutý. Byla to třípatrová budova s fasádou odpovídající kasárenské architektuře. Jejich romantizující vzhled dotvářela atika zakončená cimbuřím ve stylu tudorovské gotiky. Jízdárna v ulici Na Poříčí byla postavena s novátorskou a nyní ceněnou konstrukcí krovu.

## Historie místa

### Špitál
- Již v roce 1350 bylo místo zastavěno, neboť Jan Jakub (správce královského podílu na dolování stříbra v Kutné Hoře) zde založil Jakubův chudinský špitál. Jeho součástí byl i kostel Panny Marie. Ten sloužil až do husitských válek (1419 až 1434), kdy byl díky vazbám na katolickou církev vypleněn a zničen husity.
- Zdejší pozemek byl ale atraktivní, neboť stál poblíž Králova dvora, a proto zde začaly vznikat domy zámožnějších měšťanů a králových služebníků. Nastal zde i intenzivní rozvoj řemesel a obchodu.
- Na konci patnáctého století král přestal využívat svou staroměstskou rezidenci Králův dvůr a ze zdejšího místa se stala obyčejná část města.

### Klášter
- V roce 1630 zde z podnětu císaře Ferdinanda II. založil kapucínský klášter majitel jaroměřického panství Gerhard z Questenberka. Byl to vojenský poradce a osobní přítel Albrechta z Valdštejna, který se velmi obohatil během pobělohorských konfiskací. Konvent byl ustanoven v roce 1633 a za pět let byla zahájena výstavba klášterního domu. Součástí konventu byl i barokní kostel svatého Josefa postavený v letech 1636 až 1653, který se na svém místě nachází dodnes.
- Kapucínský klášter sloužil svému účelu více než sto let. V roce 1689 jej poničil velký požár, ale došlo k obnově budovy.
- V roce 1782 byl klášter zrušen dekretem Josefa II. a budova postupně chátrala.

### Kasárna
- V roce 1794 až 1799 byla budova bývalého kláštera převzata vojenským ubytovacím úřadem, který ji chtěl využít pro kasárna určená pro vozataje. O třináct let později došlo ke zbourání konventu a v letech 1843 až 1844 proběhla výstavba nových kasáren s jízdárnou. Po dokončení zde byli ubytováni vojáci a v rozlehlé stáji s jízdárnou byli umístěni koně. Výraznějších oprav a změn se kasárnům dostalo v letech 1857 až 1861.
- Nová kasárna byla postavena ve stylu romantické neogotiky s románskými prvky hlavního křídla do náměstí. V této podobě se průčelí kasáren víceméně dochovalo dodnes. Autory projektu byli architekt Achilla Wolfa a vídeňský stavitel K. Píchala. Na stavbě se dále podíleli Eduard van der Nüll a Alfred Sicard von Sicardburg.
- V kasárnách svého času sloužil i český spisovatel a dramatik Josef Kajetán Tyl (1808 - 1856), který právě zde složil text písně Kde domov můj pro svou frašku Fidlovačka aneb Žádný hněv a žádná rvačka. Píseň se stala národní a později i státní hymnou. Událost připomíná pamětní deska na čelní fasádě nákupního centra.
- Od roku 1918 za první republiky plnila Josefská kasárna nadále svou funkci. Došlo pouze k odstranění symbolů rakouské monarchie a byla přejmenována na kasárna Jiřího z Poděbrad.
- Své funkci sloužila i v letech 1938 až 1945 za protektorátu během druhé světové války, kdy se nazývala Hybernská kasárna.
- V roce 1945 na sklonku války byly v kasárnách dislokovány české protektorátní četnické a policejní útvary. Celkem šlo o deset důstojníků a 320 mužů. Štábní kapitán četnictva Eduard Wagner byl bývalý dělostřelecký důstojník, jenž spolupracoval na počátku okupace s legendárním Josefem Mašínem. V kasárnách vzniklo mobilizační velitelství Praha-střed, do jehož čela se postavil odbojový spolupracovník velitele povstání generála Karla Kutlvašra, plukovník Antonín Kratochvíl.
- Od konce druhé světové války a během socialismu opět fungovala pod názvem kasárna Jiřího z Poděbrad.
- V roce 1993 došlo k jejich zrušení.

### Palladium
- V roce 1996 byla zchátralá budova prodána a investor zde naplánoval stavbu nákupního centra. O tři roky později se kasárna Jiřího z Poděbrad dostala na seznam našich kulturních památek a plány výstavby se zdržely.
- Před započetím samotné přestavby byl v lokalitě proveden rozsáhlý archeologický průzkum, který mimo odhalil románské osídlení z 12. století.
- V roce 2007 zde byl otevřen nový multifunkční komplex Palladium. Objekt má celkem 11 podlaží (pět pod zemí, šest v původním rozsáhle přestavěném objektu). Kromě obchodních prostor je součástí Palladia podzemní garáž a kancelářské prostory.
- Národní památkový ústav označuje tuto přestavbu za jeden z nejzávažnějších negativních zásahů v Pražské památkové rezervaci. Je uváděn jako jeden z příkladů fasádistického přístupu k památkám. Neodpovídá to zcela skutečnosti, neboť obě památkově chráněné budovy (budova kasáren a budova jízdárny) byly investorem ponechány a opraveny do současného stavu. Včetně historických stropů v jízdárně, do které je vstup z ulice Na Poříčí.

## Galerie

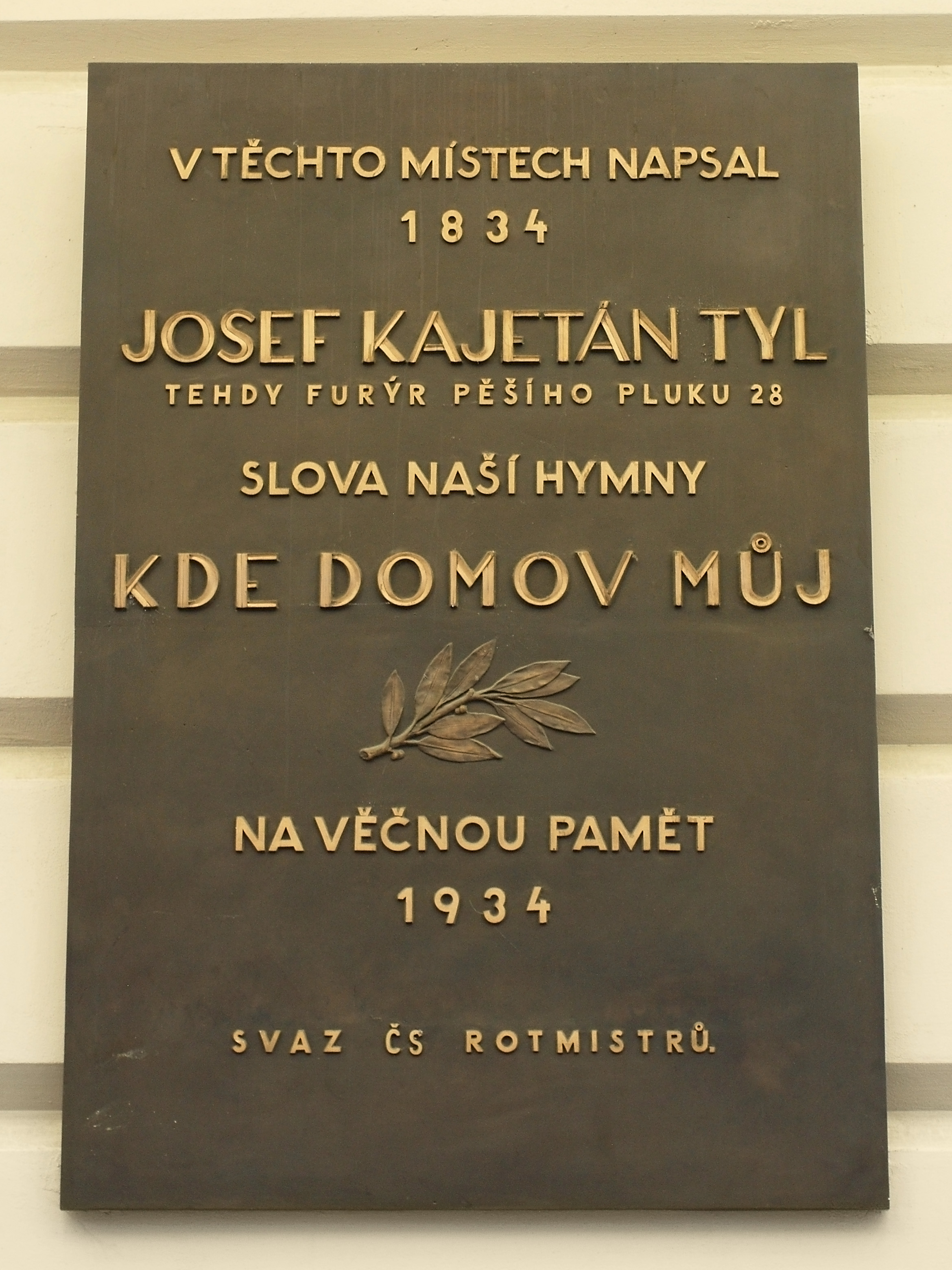
Pamětní deska Josefa Kajetána Tyla na počest jeho textu k pozdější české hymně
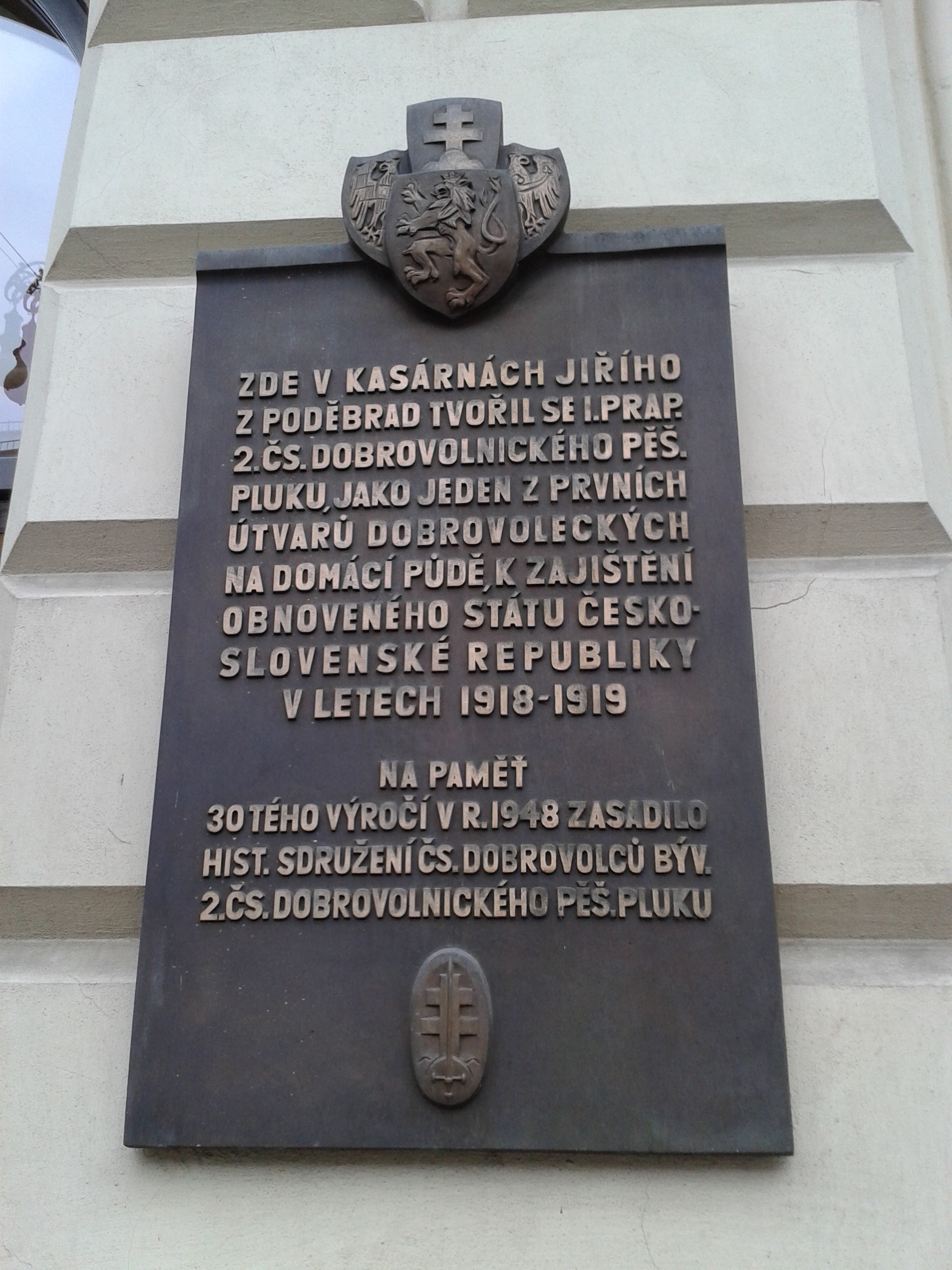
Pamětní deska na připomínku let 1918–1919
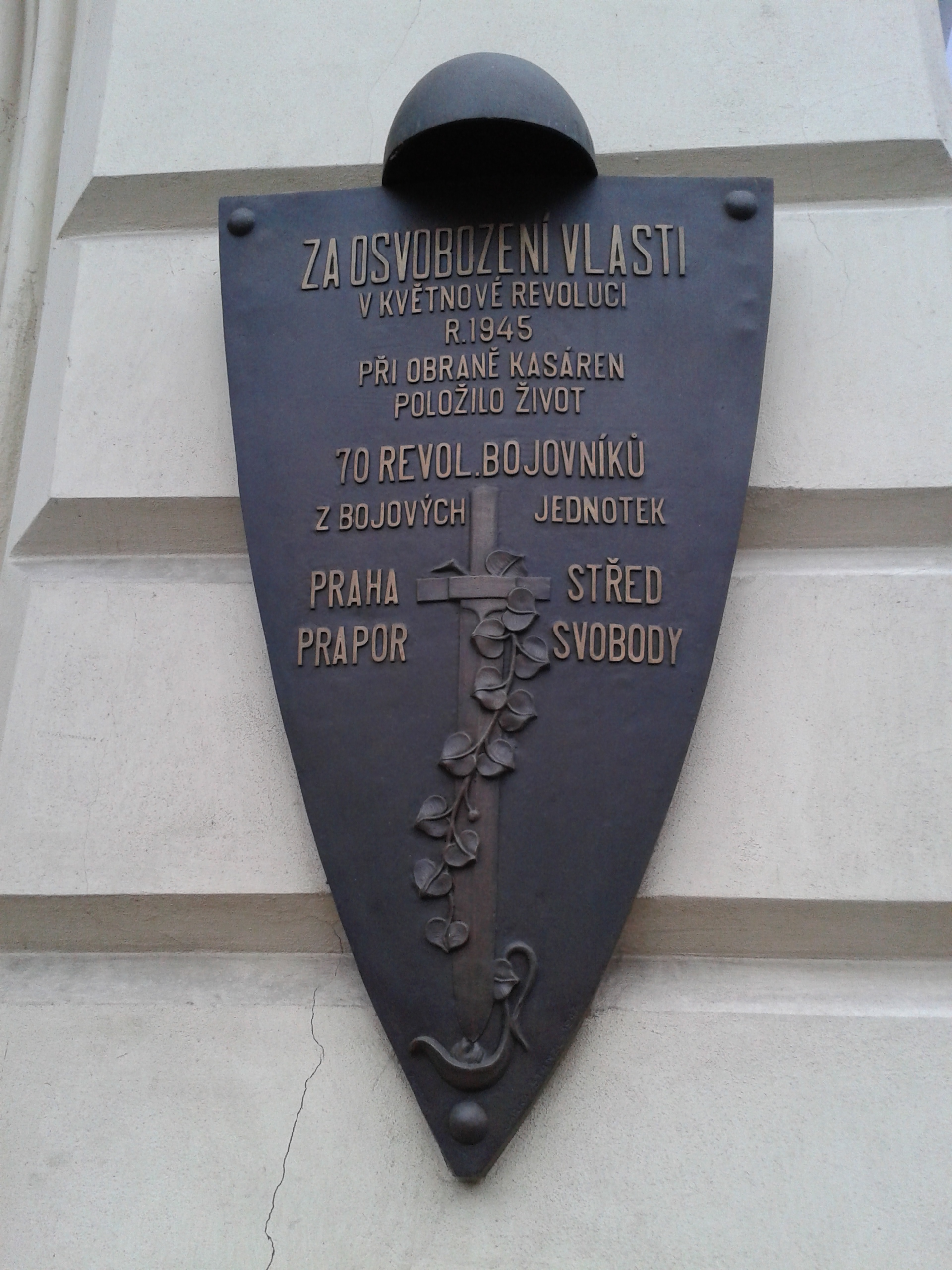
Pamětní deska na připomínku května 1945
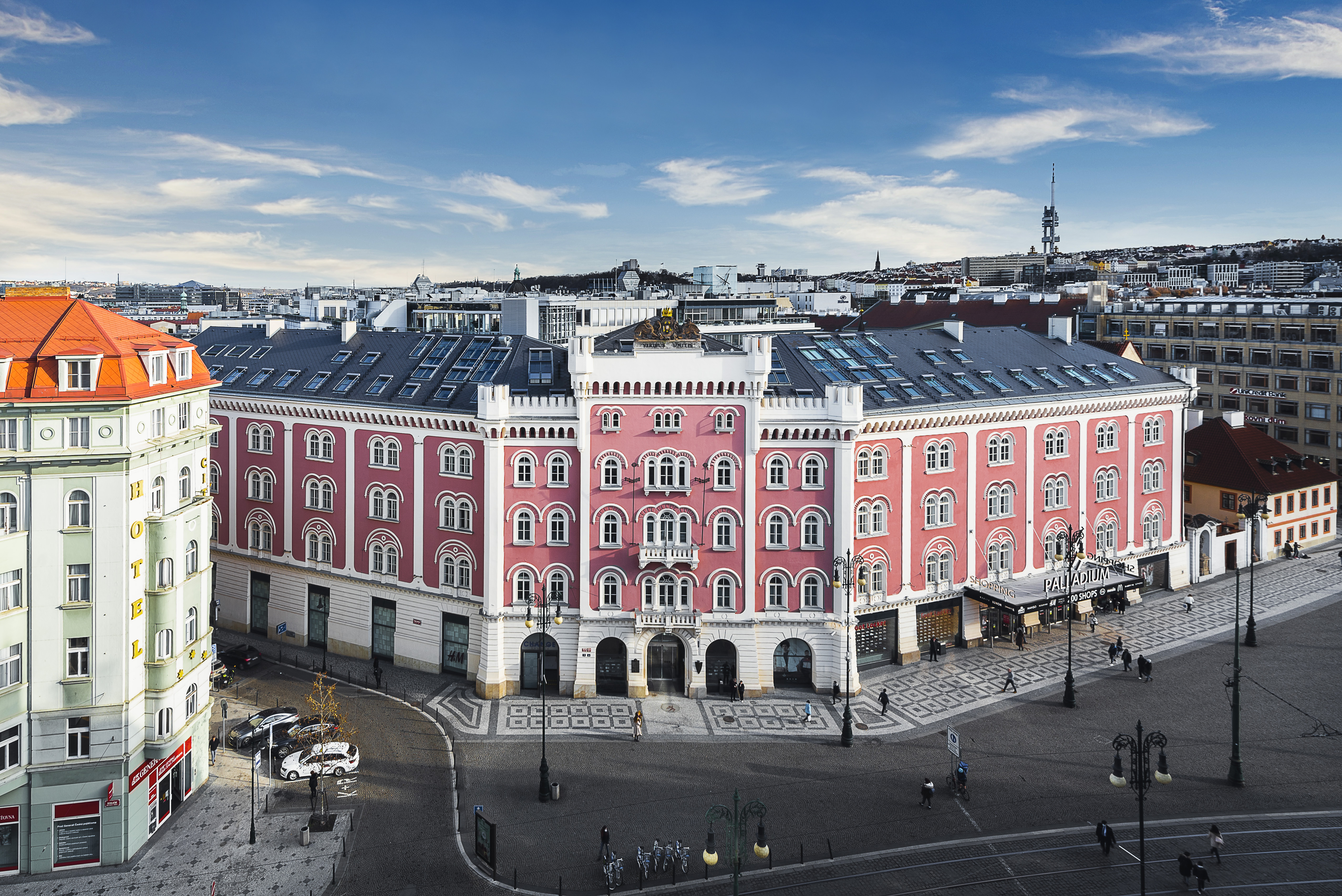
Multifunkční komplex Palladium
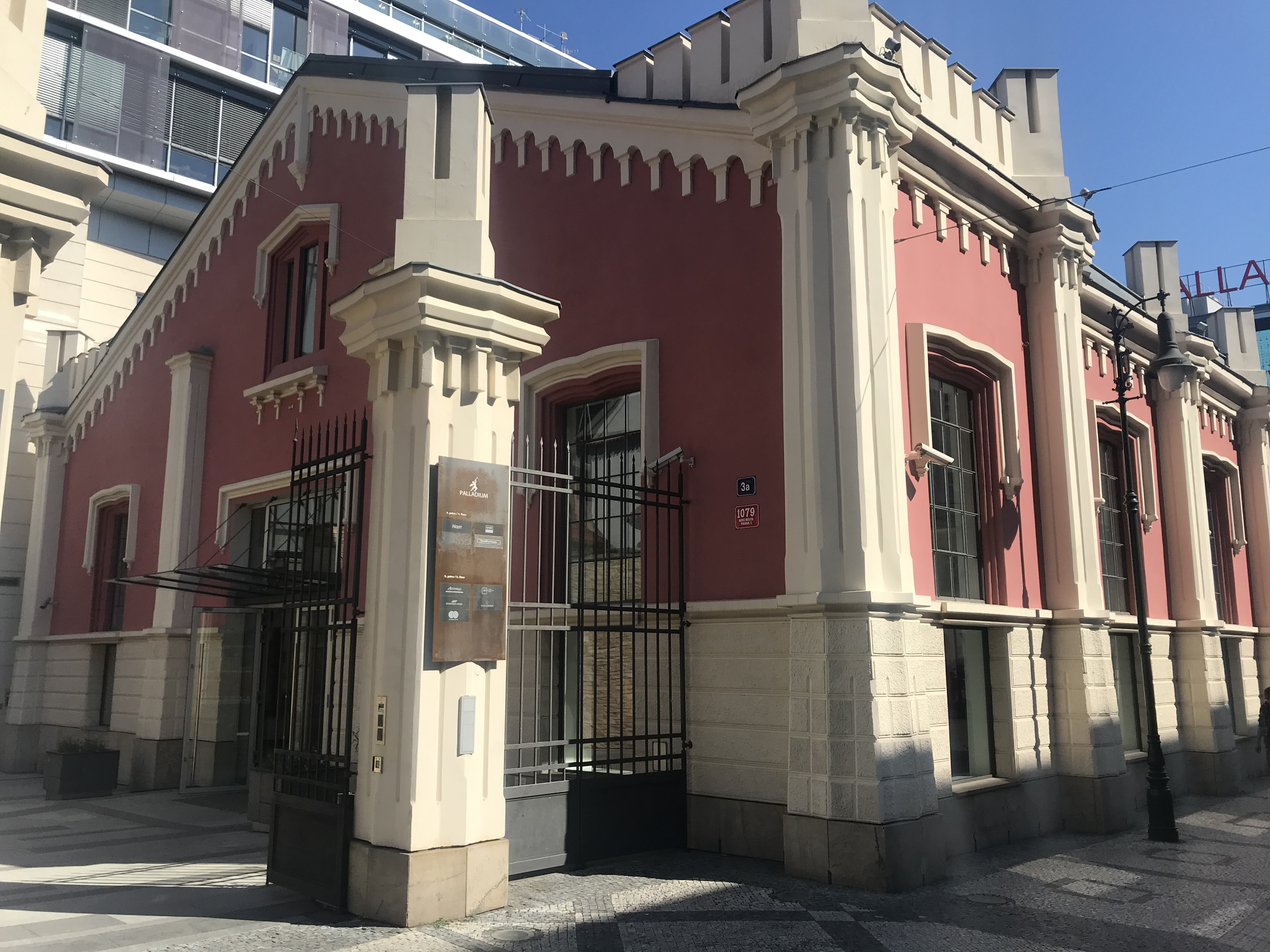
Zrekonstruovaná jízdárna
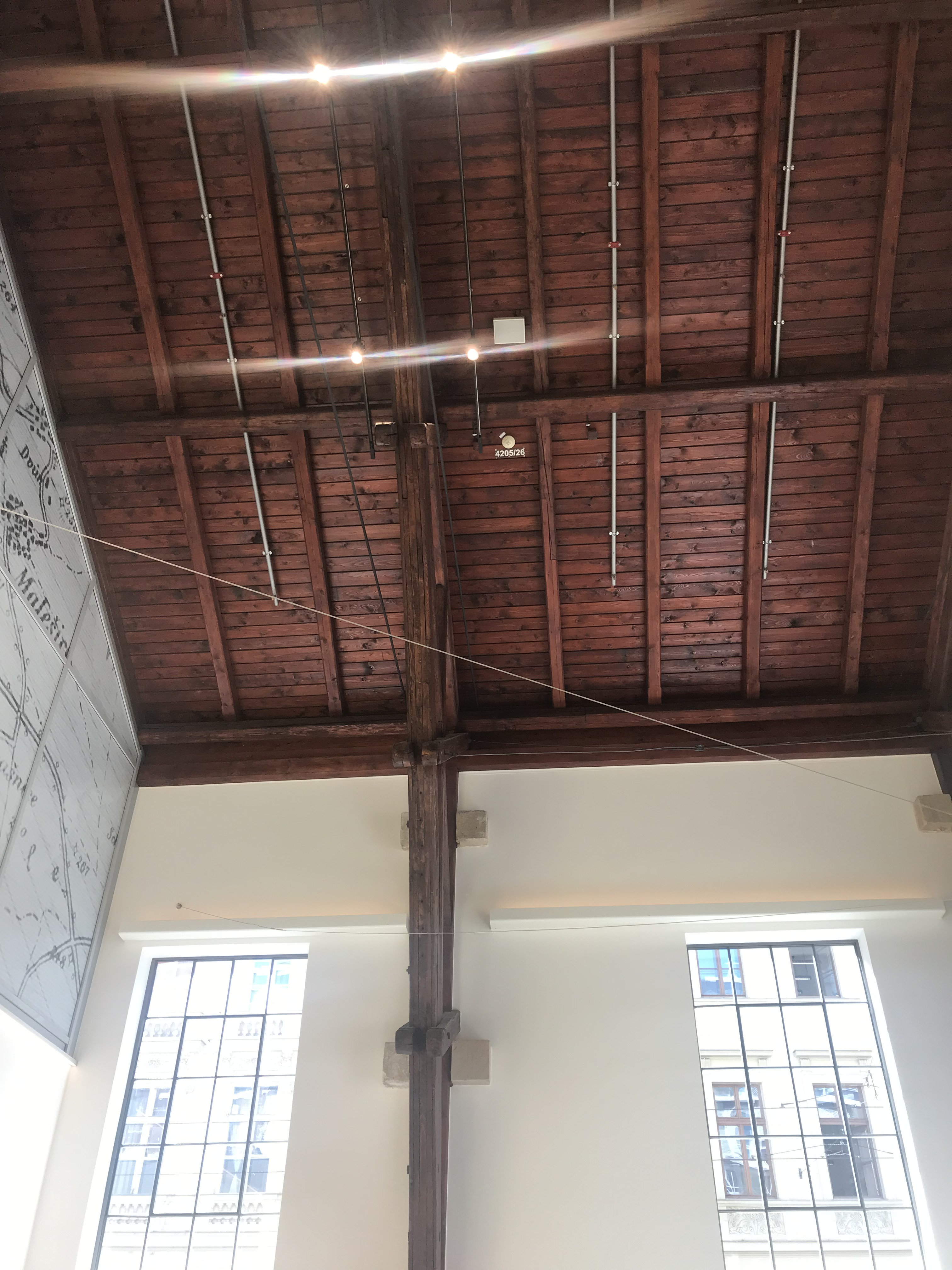
Zrekonstruovaný strop jízdárny